# كاثرين براغ
كاثرين براغ هي موظفة مدنية كندية، ولدت في 1953.